# Жи (Мёрт и Мозель)
Жи (фр. Gye) — коммуна во французском департаменте Мёрт и Мозель региона Лотарингия. Относится к кантону Туль-Сюд.

## География
Жи расположен в 60 км к югу от Меца и в 24 км к западу от Нанси. Соседние коммуны: Шодне-сюр-Мозель на севере, Пьер-ла-Треш на северо-востоке, Бикеле на востоке, Мутро и Крезий на юге, Блено-ле-Туль на юго-западе, Мон-ле-Виньобль и Шарм-ла-Кот на западе, Домжермен на северо-западе.

## История
- На территории коммуны находятся следы галло-романского периода, в частности тракта Лион — Трир.

## Демография
Население коммуны на 2010 год составляло 195 человек.
| 1962 | 1968 | 1975 | 1982 | 1990 | 1999 | 2010 |
| ---- | ---- | ---- | ---- | ---- | ---- | ---- |
| 118  | 114  | 120  | 104  | 111  | 187  | 195  |

## Достопримечательности
- Церковь, башня и неф XVIII века, боковая часовня и придел XV века, хоры в готическом стиле.
- Бывший форт, входивший в систему обороны Туля.